# KAGRA
KAGRA (англ. Kamioka Gravitational Wave Detector рус. Детектор Гравитационных Волн Камиока), ранее называемый LCGT (англ. Large Cryogenic Gravity Telescope рус. Большой Криогенный Гравитационно-Волновой Телескоп) — японский детектор гравитационных волн, расположенный примерно в 200 км к западу от Токио, в подземной шахте Камиока в бывшем посёлке Камиока (ныне часть города Хида) в префектуре Гифу в Японии. Он управляется Институтом исследований космических лучей (ICCR — Institute for Cosmic Ray Research) Токийского университета. Это первый в Азии детектор гравитационных волн, первый в мире, построенный под землёй, в подземной шахте, и первый в мире детектор в котором используются криогенные зеркала изготовленные из сапфира и охлаждаемые до 20 градусов выше абсолютного нуля −253,15 °C (20 К) для уменьшения теплового шума.

## История
ICCR был учреждён в 1976 году для исследования космических лучей. Проект LCGT был утверждён 22 июня 2010 года. В январе 2012 года переименован в KAGRA, где «KA» происходит от его местоположения в подземный шахте Камиока, а «GRA» — от гравитации и гравитационных волн. Проект возглавляет лауреат Нобелевской премии по физике 2015 года, за открытие нейтринных осцилляций, Такааки Кадзита, сыгравший важную роль в финансировании и строительстве проекта.
Были сконструированы два интерферометра прототипа детектора гравитационных волн для разработки технологий, необходимых для разработки KAGRA. Первый, TAMA 300, расположенный в городе Митака в кампусе Национальной астрономической обсерватории Японии, оснащен двумя 300-метровым плечами, и работал в 1998—2008 годах, что продемонстрировало осуществимость проекта создания KAGRA. Второй, CLIO, оснащенный 100-метровыми плечами, работает с 2006 года под землей рядом с KAGRA и используется для разработки криогенно охлаждаемых зеркал, которые должны повысить точность измерений KAGRA.
KAGRA имеет два плеча длиной 3 км, которые образуют лазерный интерферометрический детектор гравитационных волн. Используемый лазер имеет мощность около 80 Вт. Нижний предел обнаружения детектора — при амплитудах 3·10−24 на частоте 100 Гц. Он построен в Обсерватория Камиока  (яп. 神岡宇宙素粒子研究施設 Камиока утю: сорю:си кэнкю: сисэцу), нейтрино и гравитационо волновой лаборатории, находящейся под землей в шахте Модзуми, принадлежащей камиокской горно-металлургической компании, недалеко от бывшего посёлка Камиока (ныне часть города Хида), префектура Гифу, Япония. Шахта использовалась с начала 1980-х годов для обнаружения нейтрино. Однако это место не совсем подходит для KAGRA, поскольку шахта расположена в пористой скале, через которую просачивается дождевая вода. Вода проникала внутрь туннелей, и необходимо было установить водонепроницаемое покрытие, чтобы туннели оставались сухими. Весной, когда тает снег, насосы должны откачивать 1000 тонн воды в час.
Ожидаемое количество распознанных событий в год — 2 или 3. KAGRA оптимизирован для обнаружения сигналов 100 Гц, которые соответствуют гравитационным волнам, излучаемым слиянием нейтронных звезд. Учитывая чувствительность KAGRA, ожидается, что он сможет распознать до 10 таких событий в год. Измерения KAGRA дополнят измерения LIGO и Virgo и позволят с большей точностью определить местонахождение источника гравитационных волн. Для достижения необходимой чувствительности применены уже использованные в гравитационных детекторах LIGO и VIRGO методики (система пассивной изоляции детектора от фоновых низкочастотных вибраций, лазеры большой мощности, резонаторы Фабри — Перо, метод резонансного выделения боковой полосы и пр.). Однако в отличие от двух детекторов гравитационных волн, работающих по состоянию на 2019 год — Virgo в Италии и LIGO в США — KAGRA построена под землей. Таким образом, измерения меньше подвержены влиянию окружающего шума, создаваемого деятельностью человека и природными явлениями. Вторая отличительная особенность KAGRA использованием криогенных зеркал охлаждённых до температуры −253,15 °C (20 К) для уменьшения теплового шума, а также интерферометров точки подвеса (для активного подавления фоновых вибраций). Стоимость проекта на начало 2019 года составляла 16,4 млрд иен (134,4 млн евро).
Строительство KAGRA было подвержено многочисленным задержкам. Первоначально предполагалось начать строительство KAGRA в 2005 году, а запуск намечался на 2009 год, но в дальнейшем ввод в эксплуатацию был отложен на 2018 год. Строительство началось в 2010 году и было завершено завершено 4 октября 2019 года, строительство заняло девять лет. Фаза проходки туннелей началась в мае 2012 года и завершилась 31 марта 2014 года. Первые испытания интерферометра (iKAGRA) начались в марте 2016 года. В 2018 году прибор начал работать с частью своей криогенной системы (bKAGRA фаза 1). Однако перед началом наблюдений потребовались дополнительные технические корректировки. Детектор начал свою работу 20 февраля 2020 года.
11 ноября 2021 года KAGRA в сотрудничестве с детекторами LIGO и Virgo зарегистрировал своё первое гравитационно-волновое событие.